# Rudolf Wartmann-Füchslin
Rudolf Wartmann-Füchslin (* 20. Februar 1873 in Bagdad als Rudolf Wartmann; † 30. August 1930 in Brugg) war ein Schweizer Ingenieur, Bauunternehmer und Gründer der Wartmann & Vallette Cie.

## Leben
Rudolf Wartmann-Füchslin wurde als Sohn von Otto Wartmann-Kägi (1841–1882), einem im Orient tätigen Kaufmann, und Elise Wartmann-Kägi (1846–1930) geboren. Die ersten drei Lebensjahre verbrachte er in seinem Geburtsort Bagdad; die nächsten vier in Oberurnen. Nach Beendigung der Schulzeit begann er mit fünfzehn Jahren eine Schlosserlehre in der Maschinenfabrik Boßhard in Näfels, die unter anderem Brückenbauten ausführte. Die vielseitige Ausbildung machte ihn erstmals mit dem Stahlbau bekannt. Bereits in den letzten Monaten der Lehrzeit konnte ihm der Lehrmeister dank seiner Tüchtigkeit und seinem Fleiss die Leitung kleinerer Montagearbeiten anvertrauen. Die nötigen theoretischen Kenntnisse für das Schlossergewerbe erhielt er nach der praktischen Ausbildung im Technikum Winterthur.
Mit zweiundzwanzig Jahren erwarb Rudolf Wartmann-Füchslin sein Diplom als Elektrotechniker. Der Fabrikant und Ingenieur Hermann Schröder von Mollis berief ihn später als Mitarbeiter und Teilhaber in seine 3500 m2 große Stahlbau-Werkstätte in Brugg. Nach drei Jahren übernahm Wartmann-Füchslin käuflich das bereits auf 5700 m2 vergrößerte Industriegelände und verband sich mit seinem Freund A. E. Vallette, einem Ingenieur, zur Kollektivgesellschaft „Wartmann & Vallette Cie“. Das neue Unternehmen erhielt Bauaufträge für Brücken, Hallen, Hochbauten, Kessel und Stauwehranlagen. In der Schweiz bekannt wurde das Unternehmen hauptsächlich durch die 1903 errichtete zweite Eisenbahnbrücke der Bözbergbahn über die Aare bei Brugg und die Montblanc-Brücke am Ausfluss der Rhone aus dem Genfersee. Von 1907 bis 1914 betrieben die beiden Inhaber auch eine Filiale in Genf.
Der Stahlbetonbau fand nach 1900 häufigere Anwendung in der Schweiz und wurde dadurch zu einem Konkurrenten des Stahlbaus. Der durch die ausländische Konkurrenz verursachte Tiefstand der Preise für reine Eisenkonstruktionen um 1905, verlangte den Zusammenschluss Schweizer Firmen, welche im Stahlbaugewerbe tätig waren. Mit sieben weiteren Unternehmen gründete die Wartmann & Vallette Cie. 1906 den Verband Schweizerischer Brückenbau- und Stahlbau-Unternehmungen. Nachdem der erste Verbandspräsident 1913 gestorben war, übernahm Wartmann-Füchslin dessen Amt bis 1925. 1929 verzeichnete die Wartmann & Vallette Cie. den größten Jahresumsatz.
Nachdem Wartmann-Füchslin in den Gemeinderat der Stadt Brugg gewählt worden war, leitete er von 1911 bis 1917 das städtische Bauwesen. Von 1908 bis zu seinem Tod war er Mitglied des aargauischen Kantonsparlaments. Ferner war er Verwaltungsrat der Kabelwerke Brugg AG, des Aargauischen Elektrizitätswerkes, der ehemaligen Maschinenfabrik AG sowie Präsident der Handwerkerschule, des Verbandes der Industriellen von Brugg und Umgebung, Vizepräsident der Hospitalkommission, des Verkehrsvereins Brugg und Mitglied der kantonalen reformierten Synode.
Rudolf Wartmann-Füchslin starb nach kurzer Krankheit Ende August 1930. Aus der Ehe mit Emma Luisa Füchslin (* 25. Oktober 1878 in Brugg; † 16. April 1936 ebendort) gingen drei Söhne und eine Tochter hervor. Der älteste und der jüngste Sohn, Rudolf Wartmann-Soder und Armin Wartmann-Höferlin, traten die Nachfolge der Wartmann & Vallette Cie. an. Das Unternehmen agiert heute als Wartmann Holding AG.